# Стойка Теодосиева
Стойка Теодосиева е българска поетеса, автор на няколко книги с публикации в местния и централен печат.

## Биография
Родена е на 5 април 1942 г. в Търговище, България. Завършва специалност „Българска филология“ в Софийския държавен университет през 1965 г., където през 1978 г. придобива и библиотечна квалификация. Посвещава 28 години от живота си на търговищката библиотека, 18 от които е неин директор (15 юни 1979 - 11 септември 1997). Носител е на орден Кирил и Методий - втора степен. През юни 2012 г. получава награда за приноса си в обогатяването на културния живот в Търговище.
Първата ѝ стихосбирка „Пясъчно въже“ излиза през 2009 г. в софийското издателство „Валдес“ с редактор Петя Цолова и художник акад. Румен Скорчев. През следващата година издава „Междуселски пътища“ с редактор Георги Стойков и художник Цончо Денев. До края на същата година излиза и „Неразгадани светове“ с редактор Георги Георгиев и художник Валентин Голешев. През 2011 г. излиза четвъртата ѝ стихосбирка „И ако слънцето изчезне...“ с редактор Стефан Станков и фотограф Николай Лилов. „Очаквайте ме с изгрева“ е петата ѝ поетична книга с редактор Иван Стойчев и художник Кирил Батембергски. През 2013 г. издава „Оазис“ с редактор Георги Стойков и художник Валентин Голешев. С. Теодосиева работи с издателство „Пропелер“ – София. В началото на 2015 г. излиза публицистичната ѝ книга „Таланти, спомени, автографи“, а през 2017 г. стихосбирката „Ахилесова пета“.